# Yamunanagar
Yamunanagar är en stad i den indiska delstaten Haryana och är belägen vid floden Yamuna, nära gränsen till Uttar Pradesh. Den är administrativ huvudort för ett distrikt med samma namn och hade cirka 220 000 invånare vid folkräkningen 2011. Storstadsområdet (inklusive bland annat Jagadhri) beräknades ha cirka 440 000 invånare 2018.